# Dante nella vita e nei tempi suoi
Dante nella vita e nei tempi suoi és una pel·lícula italiana del 1922 dirigida per Domenico Gaido. Va ser filmat als estudis de cinema especialment construïts a Rifredi, districte de Florència. Realitzada amb motiu del sisè centenari de la mort de Dante Alighieri, va trobar considerables dificultats financeres i poc èxit crític i comercial.

## Història
A Florència travessada pels conflictes entre les diferents faccions, el cap del partit patrici, Corso Donati, intenta unir algunes famílies abans enfrontades -els Lottaringi i els Calegari- per oposar-se a la dels populars, a les quals pertany Dante Alighieri. Els esdeveniments i les intrigues afecten tant a la vida pública com als assumptes privats, en particular l'amor de Lippo Lottaringi per Coronella, que en canvi aspira a fer els vots. Quan els güelfs derrotin els gibelins, Dante promourà la seva recuperació. Donati mor a la batalla, però Dante mor a Ravenna, víctima de la malària, on havia anat per evitar una guerra amb Venècia. Després de la seva mort, el fill trobarà gràcies als consells del pare que se li va aparèixer en somni, les últimes pàgines de les cançons del Paradís considerades desaparegudes.

## Producció
La pel·lícula va ser creada per celebrar el sisè centenari de la mort de Dante, que es va produir el setembre de 1921. En vista d'aquesta data límit l'any 1920, un empresari florentí, el comte Giovanni Montalbano, que ja havia produït algunes pel·lícules amb una casa de producció, va associar la seva empresa amb el "Cito cinema" formant el "Dante Film".

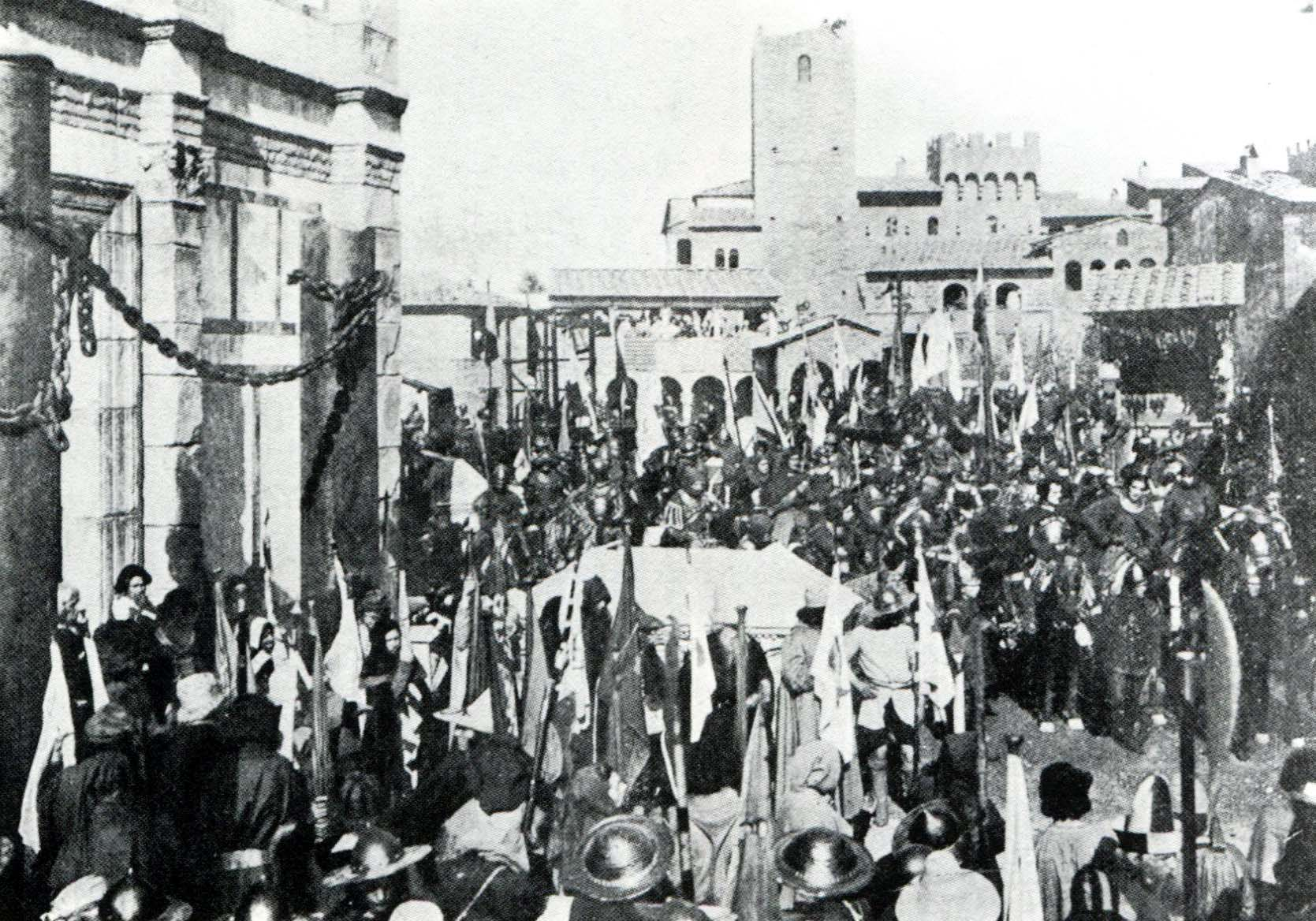
Per Dante es van construir grans conjunts de la Florència medieval a Rifredi i es van crear més de 2000 vestits d'època

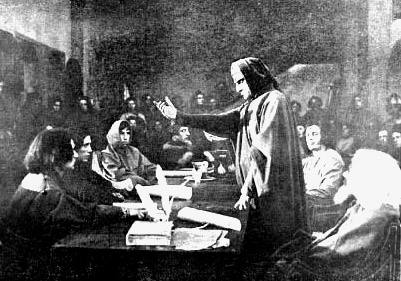
Fotograma del film

Els promotors també van intentar, sense èxit, implicar la "U.C.I.". La intenció era construir una fàbrica cinematogràfica des de zero, vista com una alternativa toscana a les estructures de producció de Roma i Torí.
Davant les dificultats inicials, el juliol de 1920 el projecte es va rellançar amb la constitució d'una tercera empresa, la "V.I.S." (Visions històriques italianes). En aquest cas va ser possible atreure prestadors importants com la Banca di Sconto (el director de la qual es va convertir en el president de la nova empresa, de la qual Montalbano va romandre administrador), però wur fracassarà l'any següent.
La redacció del guió va ser encarregada al dramaturg Valentino Soldani, que va comptar amb el suport d'un gran grup de consultors, entre els quals els "Dantistes" Isidoro Del Lungo, Guido Biagi, Giuseppe Lando Passerini i Corrado Ricci, així com personalitats com Paolo Boselli i Sem Benelli.
El gener de 1921 es va comprar un gran terreny a la zona de Rifredi, a la via delle Panche, on es van iniciar els escenografies de la pel·lícula, establint una detallada reconstrucció de la Florència medieval (incloent el Baptisteri i les cases de les famílies Cerchi, Donati i Portinari, a més del Ponte Vecchio com era al segle XIII sense les botigues) per un total de 42 entre interns i externs. També es van fer més de 2000 vestits d'època. Es va dirigir a actors importants, als quals es van destinar sumes importants (Diana Karenne, tot i no tenir protagonisme, va obtenir un contracte de no menys de 200.000 lires de l'època), mentre que per la direcció es va pensar primer en Gabrielle D'Annunzio (que acabava de dirigir La nave), i després la va confiar a Gaido. També es va intentar, sense èxit, que el rei visités el plató de la pel·lícula.

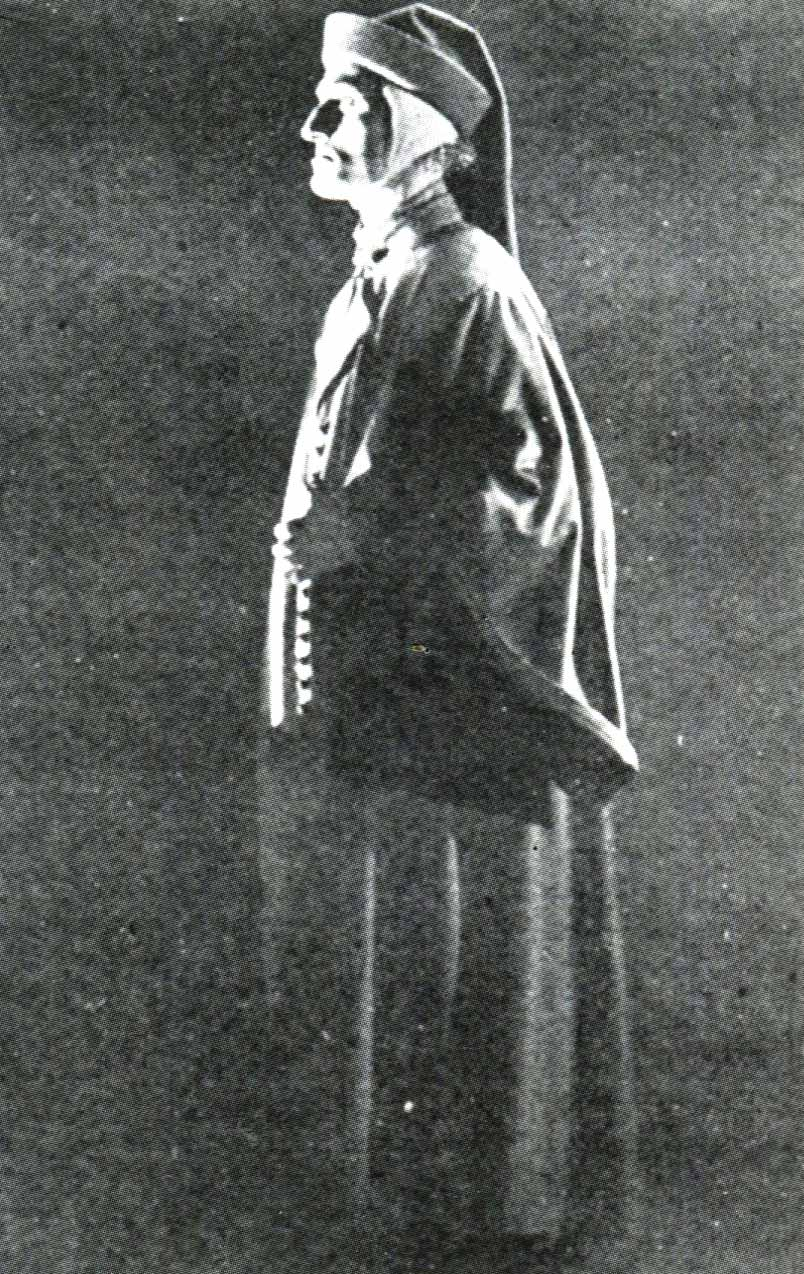
Guido Maraffi interpreta Dante Alighieri

Però els ambiciosos projectes aviat van haver de fer front a greus dificultats financeres. A aquestes s'hi van afegir els contrastos entre Soldani i el consultor històric Guido Biagi. A causa d'això el rodatge, que es va iniciar el juliol del 1921, va anar lentament. El Dante no va estar llest fins a principis de 1922, tardà respecte a l'aniversari, pel qual es va fer una altra pel·lícula "dantesca" en competició, La mirabile visione de Tespi Film, va arribar primer, convertint-se en la pel·lícula oficial del centenari. Mentrestant, el "V.I.S." va fer fallida i la pel·lícula va ser comprada per una quarta empresa, la "Sindacato Film Storiche".
No obstant això, també per la seva inusual longitud (3.645 metres), Dante nella vita e nei tempi suoi va tenir una distribució puntual i irregular. A Itàlia es va estrenar anys més tard (a Roma el 1923, a Torí fins i tot el 1925), i es va acabar utilitzant sobretot per a projeccions didàctiques i morals a escoles, col·legis i seminaris. A l'estranger, tant a Europa com als Estats Units d'Amèrica vam xocar amb dificultats d'exportació insuperables.

## Recepció
Els comentaris no havien estalviat tons entusiastes durant la preparació de la pel·lícula, anunciant-la com «una obra de propaganda italiana [en la qual] s'han gastat milions per a una reconstrucció històrica que portarà el nom d'Itàlia a Amèrica, Àsia, Austràlia». Però Dante nella vita e nei tempi suoi mai va arribar a aquells mercats i fins i tot a Itàlia els comentaris, així com l'acollida del públic, van ser tèbies, si no decididament negatives.

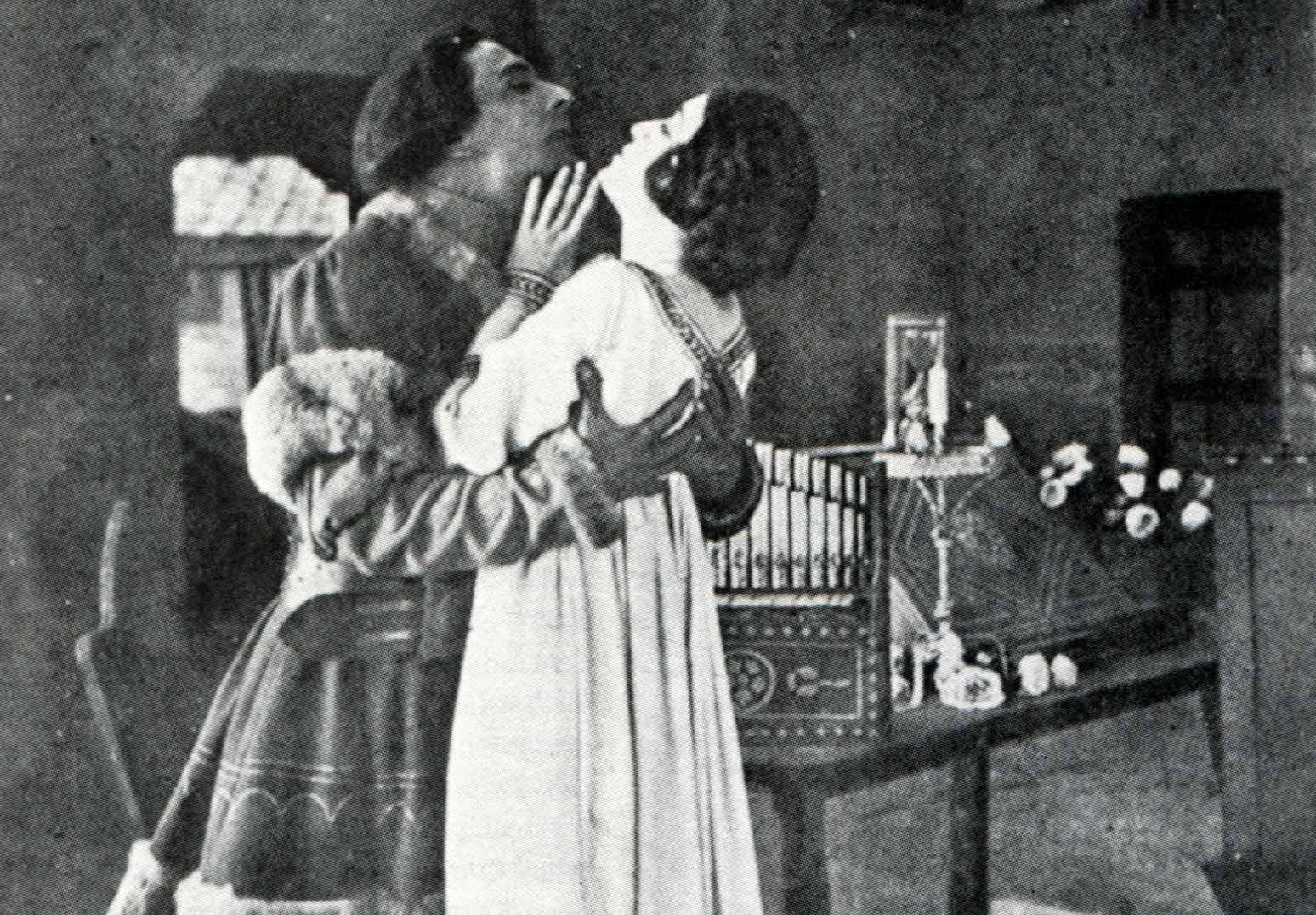
foto d'escena

De fet, hi va haver qui la va descriure com «una pel·lícula feixuga, que perd aquella claredat límpida tan necessària per a una obra artística, interpretada amb un aspecte massiu i mastodòntic, greu i pesat, més que amb un aspecte solemne i grandiós». Altres judicis, encara que menys greus, subratllaven que «davant els ulls enlluernats per la sumptuosa esplendor d'una magnífica posada en escena, el cor i el sentiment romanen inerts i insatisfets, ja que la ment és incerta, sempre esperant quelcom que no existeix. Així que surts del cinema insatisfet, tot i que has de dir que l'obra és preciosa».
Fins i tot en comentaris més recents, la pel·lícula és jutjada negativament: «El que sembla estrany és l'absència gairebé total de Beatrice. Llegir el guió no és emocionant. La idea de fer aparèixer davant els ulls de l'espectador alguns dels episodis més famosos de La Divina Comèdia sembla haver-se perdut pel camí».
Després de l'èxit limitat de la pel·lícula i la fallida de la productora, els sistemes cinematogràfics de Rifredi van romandre actius durant deu anys més, sent utilitzats ocasionalment -en dos casos també per M.G.M.- gràcies a l'escenografia medieval. fet amb motiu del Dante. Després es van desmantellar a principis de la dècada dels 1930.
De Dante nella vita e dei tempi suoi només en va sobreviure el guió i dues còpies, actualment es conserven a la Cineteca di Bologna i a la Filmoteca Espanyola.